# Сен Кристоф
Сен Кристо̀ф (на италиански и на френски: Saint-Christophe, на местен диалект: Sèn-Crétoublo, Сен Кретоубло, от 1929 до 1946 г. Quarto, Куарто) е малко градче и община в Северна Италия, автономен регион Вале д'Аоста. Разположено е на 619 m надморска височина. Населението на общината е 3285 души (към 2010 г.).